# Lorryia obstinata
Lorryia obstinata är en spindeldjursart som först beskrevs av Livshitz 1973.  Lorryia obstinata ingår i släktet Lorryia, och familjen Tydeidae. Arten är reproducerande i Sverige.